# Fritz Helmstädter
Friedrich Wilhelm „Fritz“ Helmstädter (* 1. Dezember 1904 in Edingen; † 14. März 1971 in Stuttgart) war ein deutscher Politiker (SPD).

## Leben und Beruf
Helmstädter arbeitete von 1928 bis 1933 als Gewerkschaftssekretär und war gleichzeitig Gausekretär des Zentralverbandes der Angestellten (ZdA) in Württemberg. 1943 wurde gegen ihn ein Verfahren wegen „Zersetzung der Wehrkraft“ eröffnet. Nach dem Zweiten Weltkrieg war er als Steuerberater in Stuttgart tätig. Daneben gehörte er dem Aufsichtsrat der Stuttgarter Konsumgenossenschaft an.
Sein Vater Julius Helmstädter (1879–1945), 1932/33 Landtagsabgeordneter in Baden, starb 1945 in einem Konzentrationslager, sein ältester Bruder 1944 in einem Strafbataillon. Sein Sohn Wilfried Helmstädter (1930–2006) war ebenfalls Politiker und von 1972 bis 1980 Landtagsabgeordneter in Baden-Württemberg.

## Politik
Helmstädter trat vor 1933 in die SPD ein, war von 1945 bis 1950 Vorsitzender des SPD-Ortsvereins Stuttgart-Wangen und wurde nach dem Kriegsende zum Vorsitzenden des Kreisverbandes der Sozialdemokraten in Stuttgart gewählt. Er war von 1947 bis 1952 Mitglied des Landtages von Württemberg-Baden und dort von 1950 bis 1952 stellvertretender Vorsitzender der SPD-Fraktion. Der Landtag wählte ihn 1949 zum Mitglied der ersten Bundesversammlung, die Theodor Heuss zum Bundespräsidenten wählte. Dem baden-württembergischen Landtag gehörte er von 1952 bis 1968 an. 1947 kandidierte er für das Amt des Oberbürgermeisters der Stadt Pforzheim, unterlag jedoch bei der Wahl Johann Peter Brandenburg.
| Personendaten    | Personendaten                  |
| ---------------- | ------------------------------ |
| NAME             | Helmstädter, Fritz             |
| ALTERNATIVNAMEN  | Helmstädter, Friedrich Wilhelm |
| KURZBESCHREIBUNG | deutscher Politiker (SPD), MdL |
| GEBURTSDATUM     | 1. Dezember 1904               |
| GEBURTSORT       | Edingen                        |
| STERBEDATUM      | 14. März 1971                  |
| STERBEORT        | Stuttgart                      |